# Бабаев, Владимир Константинович
Владимир Константинович Бабаев (1 декабря 1939, село Новоалександровка — 31 декабря 2008, Нижний Новгород) — профессор, доктор юридических наук, заслуженный деятель науки Российской Федерации, генерал-майор милиции, почётный сотрудник МВД России, лауреат международной премии «Фемида», почётный гражданин Нижегородской области, действительный член ПАНИ.

## Биография
Родился 1 декабря 1939 года в селе Новоалександровка Тамбовского района, Амурской области. Был тринадцатым ребёнком в семье.
В 1961 году поступил в Дальневосточный государственный университет на юридический факультет по специальности «правоведение», который окончил в 1966 году с красным дипломом. В этом же году был направлен в целевую аспирантуру Свердловского юридического института.
В 1969 году под руководством С. С. Алексеева досрочно защитил кандидатскую диссертацию по теме «Презумпции в советском праве». После возвращения в Дальневосточный университет, Бабаев через три года получил учёное звание доцента и должность заведующего кафедрой.
В 1972 году был приглашён в город Горький, в только что открывшуюся Горьковскую высшую школу МВД СССР на должность доцента кафедры государственно-правовых дисциплин, а через 11 месяцев стал заведующим кафедрой.
В 1980 году защитил докторскую диссертацию по теме «Советское право как логическая система». В 1982 году ему было присвоено звание профессора, а сам он был назначен на должность заместителя начальника по научной работе.
1 октября 1987 года в звании генерал-майора милиции был назначен на должность начальника Горьковской высшей школы МВД СССР. Под его руководством школа была преобразована сначала в институт, а позднее и в академию МВД.
В 2003 году В.К. Бабаев покинул должность главы Нижегородской академии МВД России (бывшая Горьковская высшая школа МВД СССР) и возглавляет созданную им в 1997 году Нижегородскую правовую академию. С 2005 года является почётным гражданином Нижнего Новгорода.
31 декабря 2008 года В.К. Бабаев умер в Нижнем Новгороде. Его похоронили на Бугровском кладбище.

## Награды
- Орден Почета
- Орден Дружбы
- Орден Святого Даниила III степени
- Медаль «За охрану общественного порядка»
- Медали МВД России

## Память
- Мемориальная доска на здании Нижегородской правовой академии[4][7].